# 10 avril 1962
Le mardi 10 avril 1962 est le 100e jour de l'année 1962.

## Naissances
- Aleksandar Krstić, joueur de football serbe
- Alexander Huzman, joueur d'échecs israélien
- Atle Kvålsvoll, coureur cycliste norvégien
- Cathy Turner, patineuse de vitesse sur piste courte américaine
- Dani Shapiro, romancière américaine
- Hoyt Richards, acteur américain
- Jukka Tammi, joueur de hockey sur glace finlandais
- JulieAnne White, triathlète canadienne
- Ljiljana Mugoša, handballeuse internationale yougoslave
- Marco Zanetti, joueur de billard italien
- Marie Garnier, personnalité politique suisse
- Patrice Mourier, lutteur français
- Raffaele Cicala, dirigeant d’entreprise italien
- Shinehead, chanteur jamaïcain
- Steve Tasker, joueur de football américain
- Susan Leo, joueuse de tennis australienne
- Wolfgang Edenharder, chanteur allemand
- Zsuzsanna Szőcs, escrimeuse hongroise

## Décès
- Lucienne Delyle (née le 16 avril 1913), chanteuse française
- Manton S. Eddy (né le 16 mai 1892), lieutenant-général de l'armée des États-Unis
- Michael Curtiz (né le 24 décembre 1886), réalisateur américain d'origine hongroise
- Stuart Sutcliffe (né le 23 juin 1940), peintre et musicien britannique

## Événements
- élections législatives jamaïcaines de 1962
- États-Unis : les dirigeants de l’acier annoncent au mépris de leur promesse leur décision d’augmenter de façon unilatérale le prix de la tonne. Ils renoncent après l’intervention de Kennedy le 13 avril[réf. nécessaire].